# Gail Carriger
Œuvres principales
- Série Le Protectorat de l'ombrelle
- Série Le Pensionnat de Mlle Géraldine
- Série Le Protocole de la crème anglaise

Gail Carriger, nom de plume de Tofa Borregaard, née le 4 mai 1976 à Bolinas en Californie, est une archéologue et romancière américaine de science-fiction, de fantasy et de steampunk. Aimant particulièrement l'époque victorienne, c'est au cœur de cette période qu'elle choisit de faire évoluer ses personnages.

## Œuvres

### SérieLe Protectorat de l'ombrelle
Miss Alexia Tarabotti doit composer avec quelques contraintes sociales. Primo, elle n’a pas d’âme. Deuxio, elle est toujours célibataire. Tertio, elle vient de se faire grossièrement attaquer par un vampire qui ne lui avait même pas été présenté ! Que faire ? Rien de bien, apparemment, car Alexia tue accidentellement le vampire. Lord Maccon – beau, compliqué, écossais et loup-garou – est envoyé par la reine Victoria pour démêler l’affaire. Des vampires indésirables s’en mêlent, d’autres disparaissent, et tout le monde pense qu’Alexia est responsable. Mais que se trame-t-il réellement dans la bonne société londonienne ? Vampires, loups-garous et aristocrates : un réjouissant mélange de romanesque et de fantastique !
1. Sans âme, Orbit, 2011 ((en) Soulless, 2009)
2. Sans forme, Orbit, 2011 ((en) Changeless, 2010)
3. Sans Honte, Orbit, 2012 ((en) Blameless, 2010)
4. Sans cœur, Orbit, 2012 ((en) Heartless, 2011)
5. Sans âge, Orbit, 2013 ((en) Timeless, 2012)

### SérieLe Pensionnat deMlleGéraldine
Angleterre, début du XIXe siècle. Sophronia, 14 ans, est un défi permanent pour sa mère : elle préfère démonter les horloges et grimper aux arbres plutôt qu'apprendre les bonnes manières ! Mme Temminnick désespère que sa fille devienne jamais une parfaite lady, aussi l’inscrit-elle au Pensionnat de Mlle Géraldine qui s’attache au perfectionnement des jeunes dames de qualité. Très vite, Sophronia comprend que cette école ne correspond pas exactement à l’idée que sa mère s’en faisait. Certes, les jeunes filles y apprennent l'art de la danse, celui de se vêtir et l'étiquette, mais elles font aussi l’apprentissage de la diversion, de l'espionnage et de l’acte de donner la mort – tout cela de la manière la plus civilisée possible, bien sûr. C’est une chose d’apprendre à faire une révérence comme il faut, c’en est une autre d’apprendre à la faire en lançant un couteau…
1. Étiquette et Espionnage, Orbit, 2014 ((en) Etiquette & Espionage, 2013)
2. Corsets et Complots, Orbit, 2014 ((en) Curtsies & Conspiracies, 2013)
3. Jupons et Poisons, Orbit, 2015 ((en) Waistcoats & Weaponry, 2014)
4. Artifices et Arbalètes, Orbit, 2016 ((en) Manners & Mutiny, 2015)

### SérieLe Protocole de la crème anglaise
1. Prudence, Le Livre de poche, 2016 ((en) Prudence, 2015)
2. Imprudence, Le Livre de poche, 2017 ((en) Imprudence, 2016)
3. (en) Competence, 2018
4. (en) Reticence, 2019